# Visa mig, Herre, din väg
Visa mig, Herre, din väg är en psalm där texten är hämtad ur Psaltaren 86:11 (omkväde) och Psaltaren 25 (verser). Musiken är skriven 1978 av Britta Snickars.

## Publicerad i
- Cantarellen 1984 som nummer 101.
- Den svenska psalmboken 1986 som nummer 656 under rubriken "Psaltarpsalmer och cantica".
- Psalmer och Sånger 1987 som nummer 758 under rubriken "Psaltarpsalmer och andra sånger ur bibeln".[1]

- Frälsningsarméns sångbok 1990 som nummer 805 under rubriken "Helgelse".